# Ignacij Knoblehar

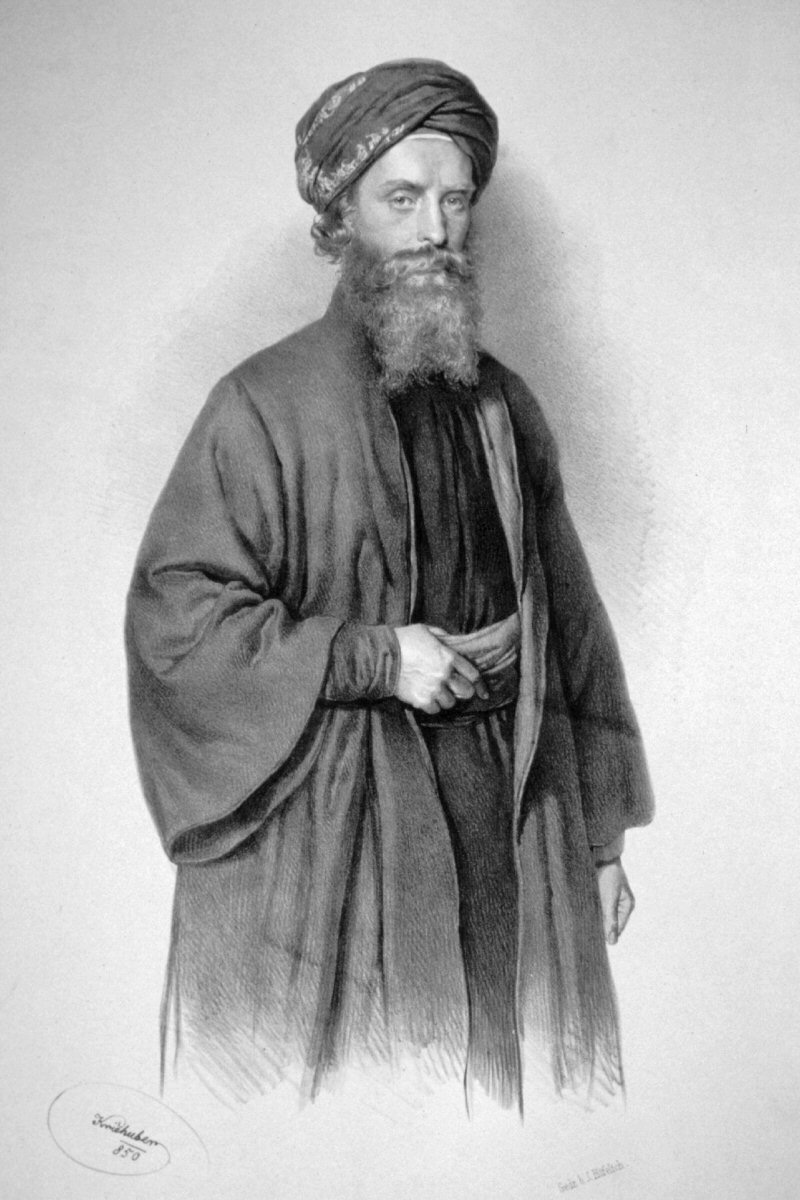
Ignaz Knoblecher, Lithographie von Joseph Kriehuber, 1850

Ignacij Knoblehar, eingedeutscht Ignaz Knoblecher (* 6. Juli 1819 in St. Kanzian, Unterkrain; † 13. April 1858 in Neapel) war ein slowenischer katholischer Geistlicher, Missionar und Forschungsreisender.

## Leben
Ignaz Knoblechner studierte Katholische Theologie in Ljubljana und Rom und wurde Missionar in Afrika. Dort wurde er als Abuna Soliman bekannt. Er wurde apostolischer Generalvikar für Innerafrika und residierte seit 1848 in Khartum. Ende 1849 drang er 4.000 km auf dem Weißen Nil bis auf 4° 10' nördlicher Breite vor. Die Ergebnisse dieser Reise veröffentlichte er zum Teil in dem 1850 erschienenen Buch „Reise auf dem weißen Nil“ während eines Heimataufenthaltes in Österreich. Die zurückgebrachten ethnographischen Sammlungen schenkte Knoblehar teils der Stadt Ljubljana als einem Grundbestand des späteren Slowenischen Ethnographischen Museums, teils dem Naturalienkabinett in Wien. 1852 gründete er die erste Missionsstation am Weißen Nil in Gondokoro bei den Bari und zwei Jahre später die Station „Heiligenkreuz“ (Angweyn) bei den Dinka.

## Veröffentlichungen
- Reise auf dem weissen Flusse. Aus den Original-Maniscripen des General-Vicars von Central-Africa Ignaz Knoblecher, bearbeitet von Vinzenz Ferrerius Klun. Laibach, 1850.
  - Neuausgabe Reise auf dem weißen Nil. Mit einer Einleitung von Michael H. Zach (= Sammlung von alten Afrika-Reisebeschreibungen österreichischer Forschungsreisender. Bd. 4).  Kainbacher, Baden bei Wien 2003, ISBN 3-9501302-4-1.